# Naissance en 1240
Naissance
- 1236
- 1237
- 1238
- 1239
- 1240
- 1241
- 1242
- 1243
- 1244

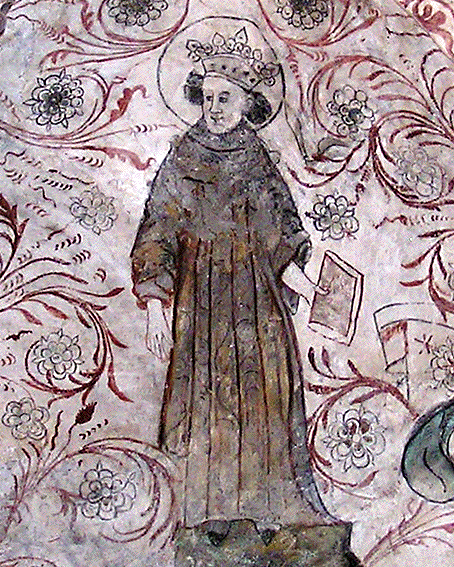
Magnus III de Suède, né vers 1240.

Cette page dresse une liste de personnalités nées au cours de l'année 1240 :
- 30 mars : Gyōnen, moine bouddhiste japonais de l’école Kegon.
- juillet ou août : Pierre III d'Aragon dit le Grand, roi d'Aragon, comte de Ribagorce sous le nom de Pierre III d'Aragon, comte de Barcelone, de Gérone, d'Osona, de Besalú et de Pallars Jussà sous le nom de Pierre II de Barcelone, roi de Valence sous le nom de Pierre Ier de Valence et roi de Sicile (insulaire) sous le nom de Pierre Ier de Sicile.
- 29 septembre : Marguerite d'Angleterre, princesse anglaise, reine consort d'Écosse.

- Abraham Aboulafia, ou Abraham ben Samuel Aboulafia, kabbaliste et grande figure du judaïsme.
- Albert II le Dégénéré, margrave de Misnie, landgrave de Thuringe, comte palatin de Saxe.
- Andronic II de Trébizonde, empereur de Trébizonde.
- Balian d'Ibelin, sénéchal de Chypre.
- Benoît XI, pape.
- Cimabue, peintre florentin.
- Isabelle de Beaumont-Gâtinais, dame de Villemomble, de Passy-sur-Marne.
- Élisabeth la Coumane, reine de Hongrie.
- Gautier Ier d'Enghien, seigneur d'Enghien.
- Hōjō Tokimochi, cinquième kitakata rokuhara Tandai (première sécurité intérieure de Kyoto).
- Hugues II de Bouville, chevalier et chambellan du roi de France.
- Jean Ier Doukas, chef de la Thessalie.
- Kay Qubadh II, ou `Ala' ad-Dunyâ wa ad-Dîn Kay Qubâdh1, Alaeddin Keykubad ou Kay Qubâdh II, sultan seldjoukide de Roum.
- Moïse de Léon, kabbaliste espagnol, auteur de la majeure partie du Zohar (jusqu'en 1305).
- Guy III de Lévis, seigneur de Mirepoix.
- Philippe de Vienne, seigneur de Pagny, de Seurre et de Mirebel.
- Song Duzong, quinzième empereur de la dynastie Song et sixième des Song du Sud.
- Giovanni Soranzo, 51e doge de Venise.
- Trần Thánh Tông, empereur du Đại Việt (actuel Viêt Nam).

date incertaine (vers 1240)
- Adenet le Roi, ménestrel et poète.
- Albert de Trapani, religieux carme italien.
- Conrad de Lichtenberg, évêque de Strasbourg.
- Jean II d'Harcourt, chevalier, seigneur d'Harcourt, baron d'Elbeuf et vicomte de Châtellerault.
- Jacques d'Ibelin, comte de Jaffa et d'Ascalon.
- Ferry III de Lorraine, duc de Lorraine.
- Magnus III de Suède, roi de Suède.
- Siger de Brabant, philosophe.
- Arnaud de Villeneuve, médecin et théologien.

## Crédit d'auteurs
- Cet article est partiellement ou en totalité issu de l'article intitulé « 1240 » (voir la liste des auteurs).